# بوته ذوب فلز

## بوته به ظرفی نسوز گفته می‌شود که جهت ذوب و آلیاژ سازی از آن استفاده می‌شود
بوته باید خواص زیر را دارا باشد :
1- باید قابلیت تحمل حداقل ۱۵۰۰ درجه سانتیگراد را داشته باشد
2- قابلیت تحمل فشار مذاب داخل خود را داشته باشد
3- قابلیت تحمل حرارتی را دارا باشد
4- بتواند به راحتی حرارت ایجاد شده در بیرون خود را به مواد درون بوته انتقال دهد
5- عدم واکنش بدنه بوته با مذاب
به دلیل بر هم نخوردن تعادل شیمیایی مذاب